# Conquering the Throne
Conquering the Throne är det amerikanska death metal-bandet Hate Eternals debutalbum, släppt oktober 1999 av skivbolaget Wicked World Records, ett dotterbolag till Earache Records.

## Låtförteckning
1. "Praise of the Almighty" – 2:38
2. "Dogma Condemned" – 3:00
3. "Catacombs" – 3:16
4. "Nailed to Obscurity" – 2:22
5. "By His Own Decree" – 3:25
6. "The Creed of Chaotic Divinity" – 2:58
7. "Dethroned" – 2:36
8. "Sacrilege of Hate" – 2:22
9. "Spiritual Holocaust" – 3:27
10. "Darkness by Oath" – 4:11
11. "Saturated in Dejection" – 3:08

- Text och musik: Erik Rutan (spår 1–3, 5, 6, 8, 10, 11), Erik Rutan/Doug Cerrito (spår 4, 7, 9)

## Medverkande
Musiker (Hate Eternal-medlemmar)
- Erik Rutan – sång, gitarr
- Doug Cerrito – gitarr
- Tim Yeung– trummor
- Jared Anderson – basgitarr, bakgrundssång

Produktion
- Erik Rutan – producent, ljudtekniker, ljudmix
- Wes Garren – ljudtekniker, ljudmix
- James Creer – mastering
- Juan "Punchy" Gonzalez – mastering
- Daniel Vala – omslagsdesign
- Michael Haynes – foto
- Jennifer Gedeon – logo